# Carmen Muñoz Quesada
Carmen María Muñoz Quesada (Alajuelita, 27 de diciembre de 1963) es una comunicadora, política y activista costarricense. Fue viceministra de Gobernación y Policía designada por el presidente Luis Guillermo Solís encargada de separar esta cartera y convertirla en un ministerio independiente del Ministerio de Seguridad Pública. Fue diputada en la Asamblea Legislativa de Costa Rica donde también es jefa de fracción de su partido, Acción Ciudadana. Muñoz es hasta ahora la única costarricense abiertamente lesbiana que ha ejercido un cargo parlamentario o ministerial.

## Biografía
Muñoz Quesada nació en Alajuelita, el 27 de diciembre de 1963, hija de un empleado del Instituto Costarricense de Electricidad y una ama de casa, tiene siete hermanos. Cursó la primaria en la Escuela San Felipe y la secundaria en el Liceo de Alajuelita y por medio del sistema de Bachillerato por Madurez. Abandonó su hogar a los quince años para enrolarse como guerrillera en Nicaragua del lado del Frente Sandinista y con intención de derrocar al dictador Anastasio Somoza. Luego viajó a Cuba donde cursó estudios de historia, filosofía y economía política en la Escuela Julio A. Mella. Al regresar al país militó por un tiempo en el Partido Vanguardia Popular y se graduó en diversos cursos técnicos de diseño gráfico en el Instituto Nacional de Aprendizaje. En el año 2001 ingresó al Partido Acción Ciudadana.
Muñoz ejerció varios cargos en su partido incluyendo el de presidenta distrital, delegada provincial y miembro de la comisión de mujeres del Partido Acción Ciudadana. Fue productora del programa radial "Las mujeres no" y coordinadora del Comité Patriótico Cantonal contra el Tratado de Libre Comercio con Estados Unidos de cara el referéndum respectivo.
Muñoz fue elegida diputada por el Partido Acción Ciudadana para el período 2010-2014 y portavoz parlamentaria de su fracción, la primera de oposición, para el período 2013-2014. Muñoz se ha caracterizado por su apoyo a las luchas feministas y por la igualdad para la comunidad GLBTI, así como por impulsar reivindicaciones como la regulación de la situación legal de las parejas del mismo sexo.

## Polémicas
En mayo del 2013 el diputado y pastor evangélico Justo Orozco del partido cristiano Renovación Costarricense solicitó vía moción que Muñoz fuera excluida de la Comisión Legislativa de Derechos Humanos que analizará el proyecto de ley para legalizar las uniones de parejas del mismo sexo, lo cual generó condenas de distintos sectores políticos y civiles de la sociedad. Al día siguiente el Plenario Legislativo ovacionó a Muñoz por su buena labor como legisladora y recibió flores de diputados de otros partidos de derecha e izquierda por igual.